# 0.9 (álbum)
0.9 es el cuarto álbum de estudio del rapero francés Booba, lanzado el 24 de noviembre de 2008 en el sello discográfico Tallac Records a través de Barclay y Universal. Durante su primera semana de lanzamiento, el álbum tuvo un comienzo flojo con 17.540 copias, cifra muy por debajo de las expectativas de la discográfica del rapero. A pesar de un lanzamiento mediocre, el álbum en algún momento superaría la marca de 100.000 copias vendidas. Este fue lanzado al mismo tiempo que un par de Nike Air Force 1 con banderas de Senegal, la K de su marca Unkut y un dibujo de un pirata muerto con una corona dibujado con láser por la tatuadora Laura Satana. La pareja se lanzará el 6 de diciembre de 2008 en la tienda Boulbi&co, limitada a 176 ejemplares.

## Recepción
Durante su primera semana de comercialización, el álbum vendió 17 540 exemplaires, ocupando el sexto lugar entre los mejores álbumes franceses, cifra muy por debajo de las expectativas de la discográfica del rapero. El álbum dividió a la crítica, en particular por el uso del Auto-Tune (una primicia en el rap en Francia).

## Lanzamiento
- Garcimore lanzado en 2007 (la pista fue lanzada por primera vez en su proyecto anterior " Autopsy Vol. 2 ", su segundo mixtape. Más tarde se agregaría en Autopsy 0 )
- B2OBA lanzado en 2008
- Liberado ilegalmente en 2008
- Game Over lanzado en 2009
- Ensalada, tomates y cebollas lanzados en 2009.
- Siempre que me quieran estrenado en 2009

Lanzamientos promocionales
- Izi Monnaie estrenada el 10 de noviembre en 2008

## Videoclips
- B2OBA (primer extracto oficial del álbum),
- Illégal (primera canción oficial del álbum)
- Game Over (segunda canción oficial) fue producida por Chris Maccari. Booba hizo un « miniclip » por su título Ensaladas, tomates y cebollas que adjuntó a su clip Game Over.

## Listado de pistas
| #  | Título                                                    | Compositor(es)    | Característica(s)   | Tiempo |
| -- | --------------------------------------------------------- | ----------------- | ------------------- | ------ |
| 1  | "Intro"                                                   | DJ Medi Med       |                     | 0:18   |
| 2  | "Izi monnaie" ("IZI money")                               | Therapy           |                     | 2:40   |
| 3  | "B2OBA"                                                   | Phrequincy        |                     | 3:12   |
| 4  | "Illégal" ("Illegal")                                     | Animalsons        |                     | 4:33   |
| 5  | "Garcimore"                                               | Oneshot           |                     | 3:30   |
| 6  | "Izi Life" ("IZI life")                                   | Dream Touch       | 92i (Bram's & Mala) | 5:37   |
| 7  | "King"                                                    | James BKS Edjouma | Rock City           | 4:07   |
| 8  | "Salade Tomates Oignons"                                  | Haze              | Djé                 | 4:13   |
| 9  | "Bad Boy Street"                                          | Animalsons        | DeMarco             | 4:32   |
| 10 | "Game Over"                                               | Oneshot           |                     | 4:20   |
| 11 | "Soldats" ("Soldiers")                                    | Therapy           | Naadei              | 3:16   |
| 12 | "R.A.S."                                                  | Street Fabulous   |                     | 5:04   |
| 13 | "Pourvu Qu'elles M'Aiment" ("Provided that they love me") | Street Fabulous   |                     | 4:00   |
| 14 | "Marche Ou Crève" ("Walk or die")                         | Oneshot           |                     | 4:28   |
| 15 | 0.9                                                       | Therapy           |                     | 4:10   |

Pista extra de transmisión
| #  | Título                           | Compositor(es) | Tiempo |
| -- | -------------------------------- | -------------- | ------ |
| 14 | "Marche Ou Crève (Busy P Remix)" | Busy P         | 3:42   |

## Muestras
- El título "Izi Monnaie" contiene una muestra del tema "Organización XIII" del videojuego Kingdom Hearts II.
- El título "Izi Life" contiene una muestra del título "Soul Survivor" de Young Jeezy y Akon.

## Gráfico
| Clasificación 2008              | Mejor posición |
| ------------------------------- | -------------- |
| Bélgica (Wallonia) Albums Chart | 27             |
| Francia Albums Chart            | 2              |
| Suiza Albums Chart              | 60             |